# Saint-Aubin-de-Lanquais

Saint-Aubin-de-Lanquais este o comună în departamentul Dordogne din sud-vestul Franței. În 2009 avea o populație de 287 de locuitori.

## Evoluția populației
| An        | 1975 | 1982 | 1990 | 1999 | 2006 | 2009 |
| --------- | ---- | ---- | ---- | ---- | ---- | ---- |
| Populație | 247  | 220  | 232  | 256  | 264  | 287  |